# Premi de poesia Ibn Hafaja
El Premi de poesia Ibn Hafaja és un premi literari de poesia en català organitzat per l'Ajuntament d'Alzira i Edicions Bromera i patrocinat per la UNED dins del grup de Premis Literaris Ciutat d'Alzira i que s'atorga des de 2006. Té una dotació econòmica que ha anat canviant amb el pas del temps, l'any 2016 va ser de 5.000 €. A més del premi en metàl·lic, els guardonats reben una escultura al·lusiva a la lectura, obra de l'escultor valencià Manolo Boix.

## Llista de premiats
- 2006: Zoo d'Elies Barberà[5]
- 2007: Càries, de Josep Lluís Roig[6]
- 2008: L'instant fugaç, de Juli Capilla[7]
- 2009: La joia, Antoni Prats[8]
- 2010: Batalles de Sardenya, d'Iban L. Llop[9]
- 2011: Pol·len, de Berna Blanch[10]
- 2012: Talismans, d'Emili Rodríguez-Bernabeu[11]
- 2013: Metralla Esparsa, d'Antoni Defez[12]
- 2014: Hores ingrates, de Robert Cortell[13]
- 2015: Infinitamant, de Mercè Climent[2]
- 2016: Neutre, Eva Baltasar[14]
- 2017: A la intempèrie, Josep Ballester[15]
- 2018: Poemari per a ociosos, Manel Pitarch[16]
- 2019: Galeria d'incerteses, Alba Fluixà
- 2020: Camelot o la poesia social, Joan Deusa
- 2021: Geòrgiques, Pasqual Mas i Usó[17]